# Droits LGBT en Mauritanie

Localisation de la Mauritanie.

Les droits des personnes LGBT (lesbiennes, gays, bisexuels et transgenres) n'existent pas en Mauritanie et l'homosexualité y est illégale. 

## Lois contre l'homosexualité
La Charia s'applique en Mauritanie. Selon le Code pénal de 1983, partie II, chapitre 1, section 4, l'article 308 déclare que tout adulte musulman pris en flagrant délit d'« acte contre nature » avec un membre du même sexe est puni de mort par lapidation publique. 
Dans le cas de deux femmes, elles risquent entre trois mois et deux ans de prison et une amende de 5000 à 60 000 ouguiya mauritaniens.

## Application de la loi
Selon un rapport du département d'état américain, il n'y avait pas de preuve en 2007 de violence sociale ou de discrimination systématique du gouvernement fondées sur l'orientation sexuelle. Malgré la condamnation prévue par la Charia, la loi n'est pas appliquée. Mais elle constitue une menace importante qui pèse sur la vie des homosexuels mauritaniens.